# Голям Бостън
Голям Бостън е метрополният регион на Нова Англия, обхващащ община Бостън, столицата на щата Масачузетс, и най-гъсто населеният град в Нова Англия, както и околните райони. Регионът образува северната дъга на североизточния мегаполис в САЩ и като такъв, Голям Бостън може да бъде описан или като metropolitan statistical area (MSA), или като combined statistical area (CSA). MSA се състои от по-голямата част от източната част на Масачузетс, с изключение на Южното крайбрежие и Кейп Код; докато CSA допълнително включва общините на Манчестър (най-големият град в щата Ню Хампшър), Провидънс (столицата и най-големият град на щата Роуд Айлънд), Устър, Масачузетс (вторият по големина град в Нова Англия), както и Южното крайбрежие и Кейп Код в Масачузетс. Макар и малкият отпечатък на самия град Бостън да съдържа само 685 094 души, урбанизацията се е разпростряла и в околните райони.
Някои от по-известните приноси на Голям Бостън са в сферата на висшето образование и медицинските институции в региона. Голям Бостън е от голямо значение в американската история и индустрия. Регионът и щатът Масачузетс са глобални лидери в биотехнологията, инженерството, висшето образование, финансите и морската търговия.
Над 80% от населението на Масачузетс живее в метрополния регион на Голям Бостън. Голям Бостън се нарежда на десето място сред населението на САЩ в статистическите райони, където живеят 4 732 161 души, по данни от преброяването на населението през 2014 г. и шесто място сред комбинираните статистически райони, с население от 8 095 575. Районът е бил домакин на много хора и обекти, които са от значение за американската култура и история, особено за американската литература, политиката и Американската революция.
Плимът е мястото на първата колония в Нова Англия, основана през 1620 г. от английските заселници, пътниците на Мейфлауър. През 1692 г. град Сейлъм и околните райони преживяват един от най-скандалните случаи на масова истерия в Съединените щати – процеси на Салемските вещици. В края на 18 век Бостън става известен като „Люлката на свободата“, заради агитацията там, която довежда до Американската революция.
Районът на Голям Бостън е изиграл мощна търговска и културна роля в историята на Щатите. През 2004 г. Масачузетс става първият американски щат, който законно признава еднополовите бракове. Много известни американски политически династии са от Бостънския регион, включително семействата Адамс и Кенеди.
Харвардският университет в Кеймбридж е най-старото висше учебно заведение в Съединените щати с най-голяма финансова подкрепа от всеки друг университет, и чийто Юридически факултет е породил мнозинството от съдиите на Върховния съд на САЩ. Площада Кендъл в Кеймбридж се нарича „най-иновативната квадратна миля на планетата“, във връзка с високата концентрация на предприемачески стартиращи предприятия и качеството на иновациите, които се появяват в близост до площада от 2010 г. както Харвардският университет, така и Масачузетският технологичен институт, (също в Кеймбридж) са сред най-високо оценените академични институции в света.